# 징먼시
징먼(형문, 중국어: 荆门, 병음: Jīngmén)은 중화인민공화국 후베이성의 지급시이다. 징먼은 목화와 유료 작물을 재배하는 지역이다. 도시의 인구는 약 298만 4000명이다. 징먼 시 도시 지역의 인구는 약 35만 명이다. 징먼이라는 이름은 이곳이 고대에 "징저우(荊州)의 관문(门)" 역할을 하던 데에서 유래하였다.

## 지리
징먼은 우한에서 버스로 약 4시간, 기차로 약 3시간 거리에 위치해있다. 2004년에 징먼과 우한 간의 새로운 철도 서비스가 도입되었다. 징먼은 삼국시대의 장판파 전투가 벌어진 곳과 우당 산맥, 중샹의 명황제 릉과 같은 많은 훌륭한 관광지들과 매우 가까이 있다.중국 중부 내륙에 위치해있는 징먼은 중국 어디에서든 쉽게 접근할 수 있고 베이징이나 광저우에서 기차로 대략 18시간, 이창에서 기차로 2시간이 걸린다.
징먼은 온화한 기후로 1월은 가장 춥고 7월은 가장 덥다. 7월의 기온은 38 °C까지 오르고 불편할 정도로 습한 날씨가 계속된다. 겨울에는 기온이 0 °C 밑까지 떨어지기도 하고 매년 눈이 온다. 비는 4월부터 9월까지 집중되며 가을과 겨울에는 적다.
| 징먼시의 기후                                                 | 징먼시의 기후 | 징먼시의 기후 | 징먼시의 기후 | 징먼시의 기후 | 징먼시의 기후 | 징먼시의 기후 | 징먼시의 기후 | 징먼시의 기후 | 징먼시의 기후 | 징먼시의 기후 | 징먼시의 기후 | 징먼시의 기후 | 징먼시의 기후 |
| 월                                                            | 1월           | 2월           | 3월           | 4월           | 5월           | 6월           | 7월           | 8월           | 9월           | 10월          | 11월          | 12월          | 연간          |
| ------------------------------------------------------------- | ------------- | ------------- | ------------- | ------------- | ------------- | ------------- | ------------- | ------------- | ------------- | ------------- | ------------- | ------------- | ------------- |
| 역대 최고 기온 °C (°F)                                        | 19.9 (67.8)   | 24.6 (76.3)   | 30.0 (86.0)   | 33.9 (93.0)   | 36.0 (96.8)   | 37.1 (98.8)   | 37.9 (100.2)  | 38.2 (100.8)  | 38.5 (101.3)  | 34.0 (93.2)   | 28.3 (82.9)   | 20.4 (68.7)   | 38.5 (101.3)  |
| 일평균 최고 기온 °C (°F)                                      | 7.8 (46.0)    | 10.8 (51.4)   | 15.8 (60.4)   | 22.0 (71.6)   | 26.6 (79.9)   | 29.4 (84.9)   | 31.5 (88.7)   | 31.3 (88.3)   | 27.4 (81.3)   | 22.3 (72.1)   | 16.0 (60.8)   | 10.1 (50.2)   | 20.9 (69.6)   |
| 일일 평균 기온 °C (°F)                                        | 4.0 (39.2)    | 6.6 (43.9)    | 11.2 (52.2)   | 17.1 (62.8)   | 21.9 (71.4)   | 25.4 (77.7)   | 27.6 (81.7)   | 27.1 (80.8)   | 23.0 (73.4)   | 17.8 (64.0)   | 11.7 (53.1)   | 6.2 (43.2)    | 16.6 (62.0)   |
| 일평균 최저 기온 °C (°F)                                      | 1.1 (34.0)    | 3.3 (37.9)    | 7.5 (45.5)    | 13.1 (55.6)   | 18.0 (64.4)   | 22.1 (71.8)   | 24.5 (76.1)   | 23.9 (75.0)   | 19.6 (67.3)   | 14.3 (57.7)   | 8.4 (47.1)    | 3.1 (37.6)    | 13.2 (55.8)   |
| 역대 최저 기온 °C (°F)                                        | −8.3 (17.1)   | −6.5 (20.3)   | −2.2 (28.0)   | −0.3 (31.5)   | 8.3 (46.9)    | 12.8 (55.0)   | 17.6 (63.7)   | 15.6 (60.1)   | 11.0 (51.8)   | 2.4 (36.3)    | −2.5 (27.5)   | −11.0 (12.2)  | −11.0 (12.2)  |
| 평균 강수량 mm (인치)                                         | 24.5 (0.96)   | 31.0 (1.22)   | 50.7 (2.00)   | 82.0 (3.23)   | 125.6 (4.94)  | 137.0 (5.39)  | 182.3 (7.18)  | 137.6 (5.42)  | 69.4 (2.73)   | 65.5 (2.58)   | 40.4 (1.59)   | 16.9 (0.67)   | 962.9 (37.91) |
| 평균 강수일수 (≥ 0.1 mm)                                      | 6.8           | 8.3           | 9.9           | 10.7          | 12.2          | 10.8          | 11.6          | 9.5           | 8.7           | 9.5           | 7.9           | 6.3           | 112.2         |
| 평균 강설일수                                                 | 4.4           | 3.3           | 1.2           | 0             | 0             | 0             | 0             | 0             | 0             | 0             | 0.5           | 2.0           | 11.4          |
| 평균 상대 습도 (%)                                            | 69            | 69            | 70            | 71            | 71            | 77            | 81            | 78            | 73            | 70            | 70            | 67            | 72            |
| 평균 월간 일조시간                                            | 91.7          | 95.7          | 123.4         | 145.1         | 154.4         | 145.4         | 182.9         | 195.8         | 145.6         | 136.9         | 121.6         | 108.2         | 1,646.7       |
| 가능 일조율                                                   | 28            | 30            | 33            | 37            | 36            | 34            | 43            | 48            | 40            | 39            | 39            | 34            | 37            |
| 출처: 중국기상국 (평년값: 1991년~2020년, 극값: 1981년~2010년) |               |               |               |               |               |               |               |               |               |               |               |               |               |

## 역사
한나라 때 당양현(当陽县)이 두어졌고 당나라 때 형문현(荊門县)이 두어졌다. 1983년에 지급시인 징먼 시가 설치되었다.

## 경제
징먼의 경제는 농업과 공업으로 이루어져있다. 서비스 부문은 제조업만큼 발전하지 못했다.
징먼의 가장 중요한 산업은 석유 정제업이다. 시노펙의 징먼 지부는 중국 중부의 중요한 석유제품 생산업체로 허난 성의 난양 유전과 후베이 성의 징한 유전에서 추출한 원유를 정제한다.
다른 중요한 산업으로 전력 생산과 농화학품, 시멘트 생산, 맥주 제조가 있다.

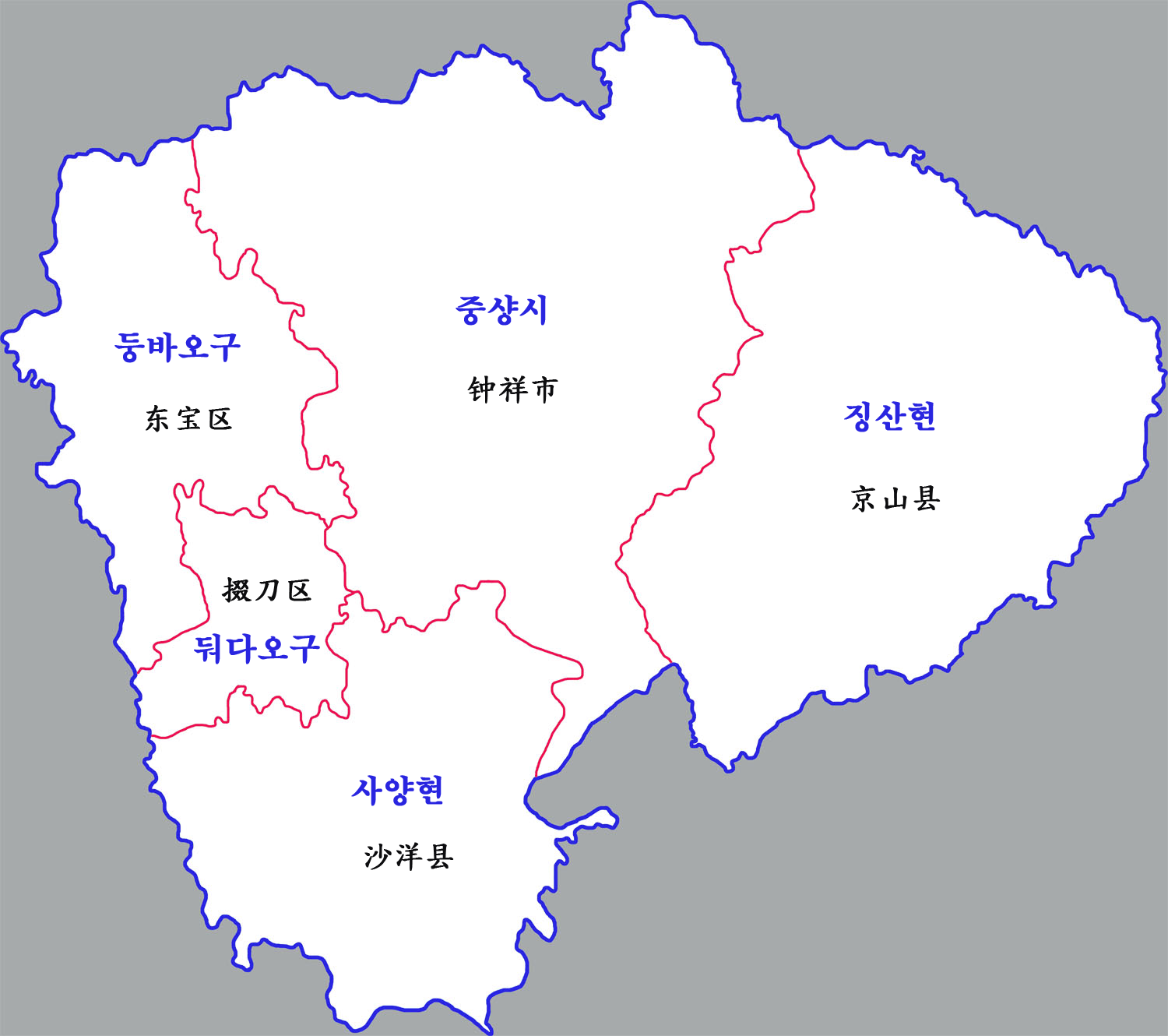
징먼시 현급구역

## 행정 구역
2개의 시할구와 2개의 현급시, 1개의 현을 관할한다.
시할구
- 둥바오 구(东宝区)
- 둬다오 구(掇刀区)

현급시
- 중샹 시(钟祥市)
- 징산 시(京山市)

현
- 사양 현(沙洋县)